# Nhóm ngôn ngữ Nguni
Nhóm ngôn ngữ Nguni là một nhóm con của nhóm ngôn ngữ Bantu được nói ở Nam Phi bởi người Nguni. Nhóm ngôn ngữ Nguni bao gồm các ngôn ngữ: Zulu, Xhosa, Ndebele (đôi khi được gọi là "Bắc Ndebele"), Swati, Hlubi, Phuthi, Bhaca, Lala, Nhlangwini, Nam Ndebele và Ndebele Sumayela. Tên gọi "Nguni" bắt nguồn từ giống bò có tên là bò Nguni, ''Ngoni'' là một biến thể cũ hơn hoặc thay đổi.

## Phân loại
| 0–20% 20–40% 40–60% |  | 60–80% 80–100% |

| <1 /km² 1–3 /km² 3–10 /km² 10–30 /km² 30–100 /km² |  | 100–300 /km² 300–1000 /km² 1000–3000 /km² >3000 /km² |

Nhóm ngôn ngữ Nguni là một nhóm nhỏ thuộc nhóm ngôn ngữ Nam Bantu. Những ngôn ngữ này tồn tại trong một khu vực địa lý tương đối nhỏ. Các ngôn ngữ này có mối quan hệ chặt chẽ với nhau và có âm thanh rất giống nhau.
Các ngôn ngữ khác nhau có thể thông hiểu lẫn nhau; vì vậy, các ngôn ngữ Nguni có thể được xem là một dãy phương ngữ hơn là các ngôn ngữ riêng biệt. Trong nhiều lần, các đề xuất đã được đưa ra để có một ngôn ngữ Nguni thống nhất.
Trong các tài liệu học thuật về các ngôn ngữ miền Nam châu Phi, phạm trù phân loại ngôn ngữ "Nguni" theo truyền thống bao gồm hai nhóm nhỏ: "Nguni Zunda" và "Nguni Tekela".

### Nhóm ngôn ngữ Zunda
- Zulu
- Xhosa
- Ndebele (Bắc Ndebele hoặc 'Ndebele Zimbabwe')
- Nam Ndebele

### Nhóm ngôn ngữ Tekela
- Swazi
- Ndebele Transvaal Bắc (Ndebele Sumayela)
- Phuthi [6]
- Bhaca [7]
- Hlubi (không phải phương ngữ Hlubi của tiếng Xhosa) [8]
- Lala
- Nhlangwin

Maho (2009) cũng liệt kê thêm tiếng Mfengu cổ† (S401)